# Grete Hinterhofer
Grete Hinterhofer (* 18. Juli 1899 in Wels; † 27. Juni 1985 in Wien) war eine österreichische Pianistin, Musikpädagogin und Komponistin.
Ihr Vater war Lehrer, ihre Mutter Klavierpädagogin und Komponistin. Mit neun Jahren bekam Grete Hinterhofer ersten privaten Klavierunterricht bei Cäcilie (von) Frank (1851–1936?), die im 1. Bezirk einen illustren musikalischen Salon betrieb und Klavierbegleiterin des Hellmesberger-Quartetts und von Arnold Rosé war. Von ihr erhielt sie eine umfassende künstlerische Ausbildung und absolvierte einige öffentliche Auftritte, die in lokalen Zeitungen besprochen wurden. Cäcilie (von) Franks Wohnung war zudem ein wichtiger Treffpunkt der Wiener musikalischen Welt. Eine von Grete Hinterhofers Mitschülerinnen war die Schönberg-Schülerin Vilma von Webenau.
Zudem nahm sie bereits 1909/10 Klavierunterricht an der Wiener Musikakademie bei Hugo Reinhold und 1914 bei Emil von Sauer. 1917 absolvierte sie die Staatsprüfung für Klavier und war danach als Konzertpianistin tätig. Später studierte sie an der Wiener Musikakademie von 1924 bis 1927 Orgel bei Franz Schütz und Musiktheorie bei Franz Schmidt. Ab 1927 unterrichtete sie selbst dort, ab 1932 als Professorin – bis zur Emeritierung 1969. Zu ihren Schülern zählten die Komponisten Andre Asriel, Erich Urbanner, Rolf Wilhelm und Wolfgang Gabriel, der Organist Bernhard Billeter und der Pianist Harald Ossberger. Hinterhofer trat als Konzertpianistin u. a. unter der Leitung von Richard Strauss auf. Sie widmete sich der Aufführung von Werken zeitgenössischer Komponisten wie Karl Schiske, dessen Rhapsodie für Klavier sie 1950 im Brahmssaal der Österreichischen Gesellschaft für zeitgenössische Musik spielte.  